# Cabanillas del Campo
Cabanillas del Campo – gmina w Hiszpanii, w prowincji Guadalajara, w Kastylii-La Mancha, o powierzchni 34,7 km². W 2011 roku gmina liczyła 9709 mieszkańców.